# Joan Baptista Pastor i Aicart
|  | Joan Baptista Pastor redirigeix aquí. Per al polític valencià, vegeu Joan Baptista Pastor Marco. |

Joan Baptista Pastor i Aicart (Beneixama, Alt Vinalopó, 13 d'octubre de 1849 - 12 de desembre de 1917) va ser un metge, escriptor i poeta valencià, la figura literària més important de Beneixama.
Fou metge de professió, a més d'escriptor i poeta. Va escriure tant en català com en castellà. Figura rellevant (tot i que poc coneguda) de la Renaixença valenciana, va guanyar nombrosos premis i distincions en els Jocs Florals de València i de Barcelona, i va mantenir relacions epistolars amb escriptors del relleu de Teodor Llorente i Jacint Verdaguer. El 8 d'agost de 1884 rebé d'Alfons XII el títol de cavaller de l'orde d'Isabel la Catòlica. Amb el seu llibre La novela moderna, on recollí articles i cartes publicats anteriorment en diversos mitjans, intervingué en el debat sobre el naturalisme suscitat per la publicació de La cuestión palpitante d'Emilia Pardo Bazán. Pastor i Aicart s'hi manifesta totalment contrari a aquest corrent literari, i proclama sense embuts «un clar refús de la modernitat, de la política democràtica i liberal, una defensa a ultrança del patriarcalisme social sota la benèfica autoritat d'una monarquia tradicional, i un espanyolisme amerat de clixés».
Anualment, per Nadal, se celebren a Beneixama uns premis de poesia que reben el seu nom, des del 1986, i les seues ambaixades de les festes de moros i cristians es representen cada any els primers dies de setembre (del 5 a l'11) en honor de la patrona, la Verge de la Divina Aurora.

## El Museu de Beneixama
El Museu del Poeta Pastor Aicart està situat a la primera planta de l'Ajuntament de Beneixama. Es tracta d'una sala annexa al Saló de Plens, i conté mobles, quadres, condecoracions, llibres i premis del poeta Pastor. Es pot visitar a les hores d'oficina de l'ajuntament amb cita prèvia.